# Isolde Oschmann
Isolde Oschmann (født 20. maj 1913 i Berlin) er en tysk politiker (KPD/SED). Hun var undervisningsminister i delstaten Thüringen.